# 滨江市
滨江市，中华民国历史上曾经存在的市，今為哈爾濱市道外區。

## 历史
1927年12月1日，滨江县的马路工程局与卫生局合并，改设滨江市政公所，隶属滨江道尹公署。1929年5月1日，滨江市政公所裁撤，成立滨江市政筹备处，由吉林省直辖。
所辖区域东至老江堤，西至许公路（今景阳街），南至保障街，北至松花江南岸。面积为4100平方公里。
下设：总务科，财务科，工程科，卫生科，教育科。境内的治安工作，由滨江道警察厅负责。
历任负责人：
- 滨江市政公所所长：詹珏（1927－）
- 李科元（1927－兼）
- 滨江市政筹备处处长蔡运升（1929．5－1930．3）
- 钟毓（1930．3－）
- 刘兴沛（1932．2－代理）
- 谢介石（1932．2－）
- 赵伯俊（1932．2－1932．7）。

1933年7月1日，滿州國將濱江市與東省特別區哈爾濱特別市、東省特別區市政管理局直轄區、黑龍江省松浦市以及吉林省濱江縣合併為直轄於滿洲國政府的哈爾濱特別市。